# 1. Bundesliga 2004-05
La 1. Bundesliga 2004-05 fue la 42.ª edición de la Fußball-Bundesliga, la mayor competición futbolística de Alemania.
Bayern de Múnich se quedó con el campeonato en la fecha 31, al superar a Kaiserslautern por 4-0 como visitante, en la misma jornada en la que Schalke 04, único escolta, empataba 3-3 ante Bayer Leverkusen. La victoria le permitió al cuadro bávaro obtener su decimoctava Bundesliga, y su decimonoveno título en la máxima división.

## Equipos
| Pos  | Descendidos de 1. Bundesliga |
| ---- | ---------------------------- |
| 16.º | Eintracht Fráncfort          |
| 17.º | 1860 Múnich                  |
| 18.º | Colonia                      |

| Pos | Ascendidos de 2. Bundesliga |
| --- | --------------------------- |
| 1.º | Núremberg                   |
| 2.º | Arminia Bielefeld           |
| 3.º | Maguncia 05                 |

| Equipo                   | Ciudad          | Estadio                  | Aforo  |
| ------------------------ | --------------- | ------------------------ | ------ |
| Arminia Bielefeld        | Bielefeld       | SchücoArena              | 26 600 |
| Bayer Leverkusen         | Leverkusen      | BayArena                 | 22 500 |
| Bayern de Múnich         | Múnich          | Estadio Olímpico         | 63 000 |
| Bochum                   | Bochum          | Ruhrstadion              | 36 000 |
| Borussia Dortmund        | Dortmund        | Westfalenstadion         | 68 600 |
| Borussia Mönchengladbach | Mönchengladbach | Borussia Park            | 54 067 |
| Friburgo                 | Friburgo        | badenova-Stadion         | 25 000 |
| Hamburgo                 | Hamburgo        | AOL Arena                | 62 000 |
| Hannover 96              | Hannover        | AWD-Arena                | 60 400 |
| Hansa Rostock            | Rostock         | Ostseestadion            | 25 850 |
| Hertha Berlín            | Berlín          | Olympiastadion           | 76 000 |
| Kaiserslautern           | Kaiserslautern  | Estadio Fritz Walter     | 41 500 |
| Maguncia 05              | Maguncia        | Bruchwegstadion          | 20 300 |
| Núremberg                | Núremberg       | Frankenstadion           | 44 700 |
| Schalke 04               | Gelsenkirchen   | Arena AufSchalke         | 61 973 |
| Stuttgart                | Stuttgart       | Estadio Gottlieb Daimler | 53 700 |
| Werder Bremen            | Bremen          | Weserstadion             | 36 000 |
| Wolfsburgo               | Wolfsburgo      | Volkswagen-Arena         | 30 000 |

### Equipos porEstados federados
| Región                            | N.º | Equipos                                                                                               |
| --------------------------------- | --- | --- |
| Renania del Norte-Westfalia       | 6   | Arminia Bielefeld, Bayer Leverkusen, Bochum, Borussia Dortmund, Borussia Mönchengladbach y Schalke 04 |
| Baden-Wurtemberg                  | 2   | Friburgo y Stuttgart                                                                                  |
| Baja Sajonia                      | 2   | Hannover 96 y Wolfsburgo                                                                              |
| Baviera                           | 2   | Bayern de Múnich y Núremberg                                                                          |
| Renania-Palatinado                | 2   | Kaiserslautern y Maguncia 05                                                                          |
| Berlín                            | 1   | Hertha Berlín                                                                                         |
| Bremen                            | 1   | Werder Bremen                                                                                         |
| Hamburgo                          | 1   | Hamburgo                                                                                              |
| Mecklemburgo-Pomerania Occidental | 1   | Hansa Rostock                                                                                         |

## Sistema de competición
Los dieciocho equipos se enfrentaron entre sí bajo el sistema de todos contra todos a doble rueda, completando un total de 34 fechas. Las clasificación se estableció a partir de los puntos obtenidos en cada encuentro, otorgando tres por partido ganado, uno por empatado y ninguno en caso de derrota. En caso de igualdad de puntos entre dos o más equipos, se aplicaron, en el mencionado orden, los siguientes criterios de desempate:
1. Mejor diferencia de goles en todo el campeonato;
2. Mayor cantidad de goles a favor en todo el campeonato;
3. Mayor cantidad de puntos en los partidos entre los equipos implicados;
4. Mejor diferencia de goles en los partidos entre los equipos implicados;
5. Mayor cantidad de goles a favor en los partidos entre los equipos implicados.

Al finalizar el campeonato, el equipo ubicado en el primer lugar de la clasificación se consagró campeón y clasificó a la fase de grupos de la Liga de Campeones de la UEFA 2005-06, junto con el subcampeón; el tercero, por su parte, disputó la tercera ronda previa. Asimismo, los equipos que finalizaron el certamen en cuarto y quinto lugar clasificaron a la primera ronda de la Copa de la UEFA 2005-06 junto con el campeón de la Copa de Alemania, mientras que los ubicados en las posiciones sexta, séptima y octava accedieron a la Copa Intertoto de la UEFA 2005.
Por otro lado, los equipos que ocuparon los últimos tres puestos de la clasificación —decimosexta, decimoséptima y decimoctava— descendieron de manera directa a la 2. Bundesliga.

## Clasificación
| Pos. | Equipo                   | Pts. | PJ | G  | E  | P  | GF | GC | Dif. | Clasificación 2005-06                        |
| ---- | ------------------------ | ---- | -- | -- | -- | -- | -- | -- | ---- | -------------------------------------------- |
| 1    | Bayern de Múnich (C)     | 77   | 34 | 24 | 5  | 5  | 75 | 33 | +42  | Fase de grupos de la Liga de Campeones       |
| 2    | Schalke 04               | 63   | 34 | 20 | 3  | 11 | 56 | 46 | +10  | Fase de grupos de la Liga de Campeones       |
| 3    | Werder Bremen            | 59   | 34 | 18 | 5  | 11 | 68 | 37 | +31  | Tercera ronda previa de la Liga de Campeones |
| 4    | Hertha Berlín            | 58   | 34 | 15 | 13 | 6  | 59 | 31 | +28  | Primera ronda de la Copa de la UEFA          |
| 5    | Stuttgart                | 58   | 34 | 17 | 7  | 10 | 54 | 40 | +14  | Primera ronda de la Copa de la UEFA          |
| 6    | Bayer Leverkusen         | 57   | 34 | 16 | 9  | 9  | 65 | 44 | +21  | Primera ronda de la Copa de la UEFA          |
| 7    | Borussia Dortmund        | 55   | 34 | 15 | 10 | 9  | 47 | 44 | +3   | Tercera ronda de la Copa Intertoto           |
| 8    | Hamburgo                 | 51   | 34 | 16 | 3  | 15 | 55 | 50 | +5   | Segunda ronda de la Copa Intertoto           |
| 9    | Wolfsburgo               | 48   | 34 | 15 | 3  | 16 | 49 | 51 | −2   | Segunda ronda de la Copa Intertoto           |
| 10   | Hannover 96              | 45   | 34 | 13 | 6  | 15 | 34 | 36 | −2   |                                              |
| 11   | Maguncia 05              | 43   | 34 | 12 | 7  | 15 | 50 | 55 | −5   | Primera ronda previa de la Copa de la UEFA   |
| 12   | Kaiserslautern           | 42   | 34 | 12 | 6  | 16 | 43 | 52 | −9   |                                              |
| 13   | Arminia Bielefeld        | 40   | 34 | 11 | 7  | 16 | 37 | 49 | −12  |                                              |
| 14   | Núremberg                | 38   | 34 | 10 | 8  | 16 | 55 | 63 | −8   |                                              |
| 15   | Borussia Mönchengladbach | 36   | 34 | 8  | 12 | 14 | 35 | 51 | −16  |                                              |
| 16   | Bochum                   | 35   | 34 | 9  | 8  | 17 | 47 | 68 | −21  | Descenso de categoría                        |
| 17   | Hansa Rostock            | 30   | 34 | 7  | 9  | 18 | 31 | 65 | −34  | Descenso de categoría                        |
| 18   | Friburgo                 | 18   | 34 | 3  | 9  | 22 | 30 | 75 | −45  | Descenso de categoría                        |

Actualizado a los partidos jugados el 21 de mayo de 2005.
 Fuente: DFB
1. ↑  Copa de Alemania (CC): El campeón y el subcampeón de la Copa de Alemania 2004-05, Bayern de Múnich y Schalke 04 respectivamente, ya estaban clasificados a la Liga de Campeones 2005-06 como campeón y subcampeón, casualmente, de la presente Bundesliga. En consecuencia, Bayer Leverkusen accedió a la primera ronda de la Copa de la UEFA 2005-06 por haber finalizado en la 6ª posición en la temporada.

Notas:
1. ↑  La UEFA le otorgó a la Bundesliga un cupo extra para la primera ronda previa de la Copa de la UEFA a través de un sorteo entre los clubes con mejor Fair-Play en la temporada 2004-05. Esa plaza fue obtenida por Maguncia 05.

| Bundesliga                           |
|                                      |
| Campeón Bayern de Múnich 19.º título |

## Resultados
| Local \ Visitante        | ARM | BAL | BAY | BOC | BOD | BOM | FRI | HAM | HAN | HAS | HER | KAI | MAI | NUR | SCH | STU | WER | WOL |
| ------------------------ | --- | --- | --- | --- | --- | --- | --- | --- | --- | --- | --- | --- | --- | --- | --- | --- | --- | --- |
| Arminia Bielefeld        | —   | 1–0 | 3–1 | 1–2 | 1–0 | 0–0 | 3–1 | 3–4 | 0–1 | 1–1 | 1–0 | 0–2 | 1–1 | 3–1 | 0–2 | 0–2 | 2–1 | 1–2 |
| Bayer Leverkusen         | 3–2 | —   | 4–1 | 4–0 | 0–1 | 5–1 | 4–1 | 3–0 | 2–1 | 3–0 | 3–3 | 2–0 | 2–0 | 2–2 | 0–3 | 1–1 | 2–1 | 2–1 |
| Bayern Múnich            | 1–0 | 2–0 | —   | 3–1 | 5–0 | 2–1 | 3–1 | 3–0 | 3–0 | 3–1 | 1–1 | 3–1 | 4–2 | 6–3 | 0–1 | 2–2 | 1–0 | 2–0 |
| Bochum                   | 1–1 | 2–2 | 1–3 | —   | 2–2 | 3–0 | 3–1 | 1–2 | 1–0 | 0–1 | 2–2 | 1–1 | 2–6 | 3–1 | 0–2 | 2–0 | 1–4 | 5–1 |
| Borussia Dortmund        | 1–1 | 1–0 | 2–2 | 1–0 | —   | 1–1 | 2–0 | 0–2 | 1–1 | 2–1 | 2–1 | 4–2 | 3–0 | 2–2 | 0–1 | 0–2 | 1–0 | 1–2 |
| Borussia Mönchengladbach | 1–0 | 1–1 | 2–0 | 2–2 | 2–3 | —   | 3–2 | 1–3 | 0–2 | 2–2 | 0–0 | 2–0 | 1–1 | 2–1 | 1–3 | 2–0 | 3–1 | 1–0 |
| Friburgo                 | 2–3 | 1–3 | 0–1 | 1–1 | 2–2 | 1–1 | —   | 1–1 | 0–0 | 0–0 | 1–3 | 1–2 | 1–2 | 2–3 | 2–3 | 2–0 | 0–6 | 1–0 |
| Hamburgo                 | 0–2 | 1–0 | 0–2 | 0–1 | 2–3 | 0–0 | 4–0 | —   | 0–2 | 3–0 | 2–1 | 2–1 | 2–1 | 4–3 | 1–2 | 2–1 | 1–2 | 3–1 |
| Hannover 96              | 0–1 | 0–3 | 0–1 | 3–0 | 1–3 | 2–1 | 2–2 | 2–1 | —   | 0–1 | 0–1 | 3–1 | 2–0 | 1–0 | 1–0 | 0–0 | 1–4 | 3–0 |
| Hansa Rostock            | 1–1 | 0–2 | 0–2 | 3–1 | 1–1 | 0–0 | 0–0 | 0–6 | 1–3 | —   | 2–1 | 2–3 | 2–0 | 0–2 | 2–2 | 2–1 | 0–4 | 1–2 |
| Hertha Berlín            | 3–0 | 3–1 | 0–0 | 2–2 | 0–1 | 6–0 | 3–1 | 4–1 | 1–1 | 1–1 | —   | 1–1 | 1–1 | 2–1 | 4–1 | 0–0 | 1–1 | 3–1 |
| Kaiserslautern           | 2–1 | 0–0 | 0–4 | 1–2 | 1–0 | 1–0 | 3–0 | 2–1 | 0–2 | 2–1 | 0–2 | —   | 2–0 | 1–3 | 2–0 | 2–3 | 1–2 | 0–0 |
| Mainz 05                 | 0–0 | 2–0 | 2–4 | 1–0 | 1–1 | 1–1 | 5–0 | 2–1 | 2–0 | 3–1 | 0–3 | 3–2 | —   | 0–1 | 2–1 | 2–3 | 2–1 | 0–2 |
| Núremberg                | 1–2 | 2–4 | 2–2 | 2–1 | 2–2 | 0–0 | 3–0 | 1–3 | 1–1 | 3–0 | 0–0 | 1–3 | 1–2 | —   | 0–2 | 1–1 | 1–2 | 4–0 |
| Schalke 04               | 2–1 | 3–3 | 1–0 | 3–2 | 1–2 | 3–2 | 1–1 | 1–2 | 1–0 | 0–2 | 1–3 | 2–1 | 2–1 | 4–1 | —   | 3–2 | 2–1 | 3–0 |
| Stuttgart                | 2–1 | 3–0 | 1–3 | 5–2 | 2–0 | 1–0 | 1–0 | 2–0 | 1–0 | 4–0 | 1–0 | 1–1 | 4–2 | 2–4 | 3–0 | —   | 1–2 | 0–0 |
| Werder Bremen            | 3–0 | 2–2 | 1–2 | 4–0 | 2–0 | 2–0 | 4–1 | 1–1 | 3–0 | 3–2 | 0–1 | 1–1 | 0–0 | 4–1 | 1–0 | 1–2 | —   | 1–2 |
| Wolfsburgo               | 5–0 | 2–2 | 0–3 | 3–0 | 1–2 | 2–1 | 0–1 | 1–0 | 1–0 | 4–0 | 2–3 | 2–1 | 4–3 | 0–1 | 3–0 | 3–0 | 2–3 | —   |

## Estadísticas

### Goleadores
| Jugador           | Equipo            | Goles |
| ----------------- | ----------------- | ----- |
| Marek Mintál      | Núremberg         | 24    |
| Roy Makaay        | Bayern de Múnich  | 22    |
| Dimitar Berbatov  | Bayer Leverkusen  | 20    |
| Marcelinho        | Hertha Berlín     | 18    |
| Miroslav Klose    | Werder Bremen     | 15    |
| Delron Buckley    | Arminia Bielefeld | 15    |
| Jan Koller        | Borussia Dortmund | 15    |
| Friedrich Wattich | Bayer Leverkusen  | 15    |